# Kłecko
Kłecko (prononciation : [ˈkwɛt͡skɔ], en allemand : Kletzko) est une ville polonaise du powiat de Gniezno de la voïvodie de Grande-Pologne dans le centre-ouest de la Pologne.
Elle est située à environ 16 kilomètres au nord-ouest de Gniezno, siège du powiat, et à 44 kilomètres au nord-est de Poznań, capitale de la voïvodie de Grande-Pologne.
Elle est le siège administratif (chef-lieu) de la gmina de Kłecko.
La ville couvre une surface de 9,61 km2 et comptait 2 688 habitants en 2014..

## Géographie

Plan de la ville.

La ville de Kłecko est située en plein centre de la voïvodie de Grande-Pologne. La ville est traversée par la Mała Wełna (Petite Wełna), un affluent de la Wełna, qui alimente le lac de Gorzuchowo (à l'ouest de la ville), et le lac de Kłecko (au nord de la ville). Kłecko s'étend sur 9,61 km2, et se situe à une altitude de 106 mètres. Au sud de la ville s'étend le parc naturel du lac Lednica, protégeant le lac du même nom ainsi que le site archéologique d'Ostrów Lednicki.

## Histoire
Kłecko a obtenu ses droits de ville en 1265.

De 1975 à 1998, Kłecko appartenait administrativement à la voïvodie de Poznań. Depuis 1999, la ville fait partie du territoire de la voïvodie de Grande-Pologne.

## Monuments
- l'église paroissiale catholique saint Georges et sainte Edwige, construite aux alentours de 1510, remaniée en 1781 ;
- la place du marché, avec ses maisons du XIXe siècle.

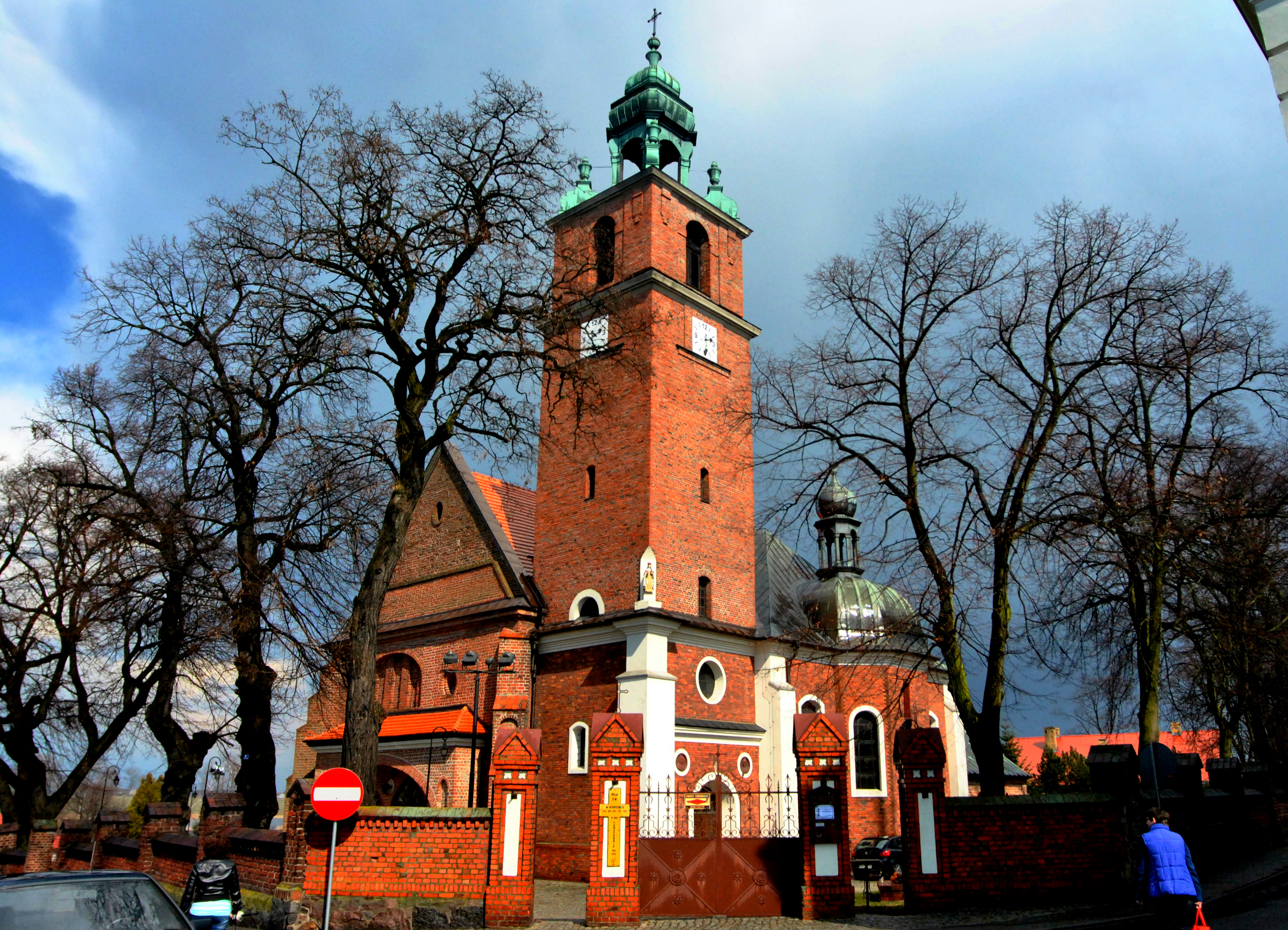
L'église paroissiale.
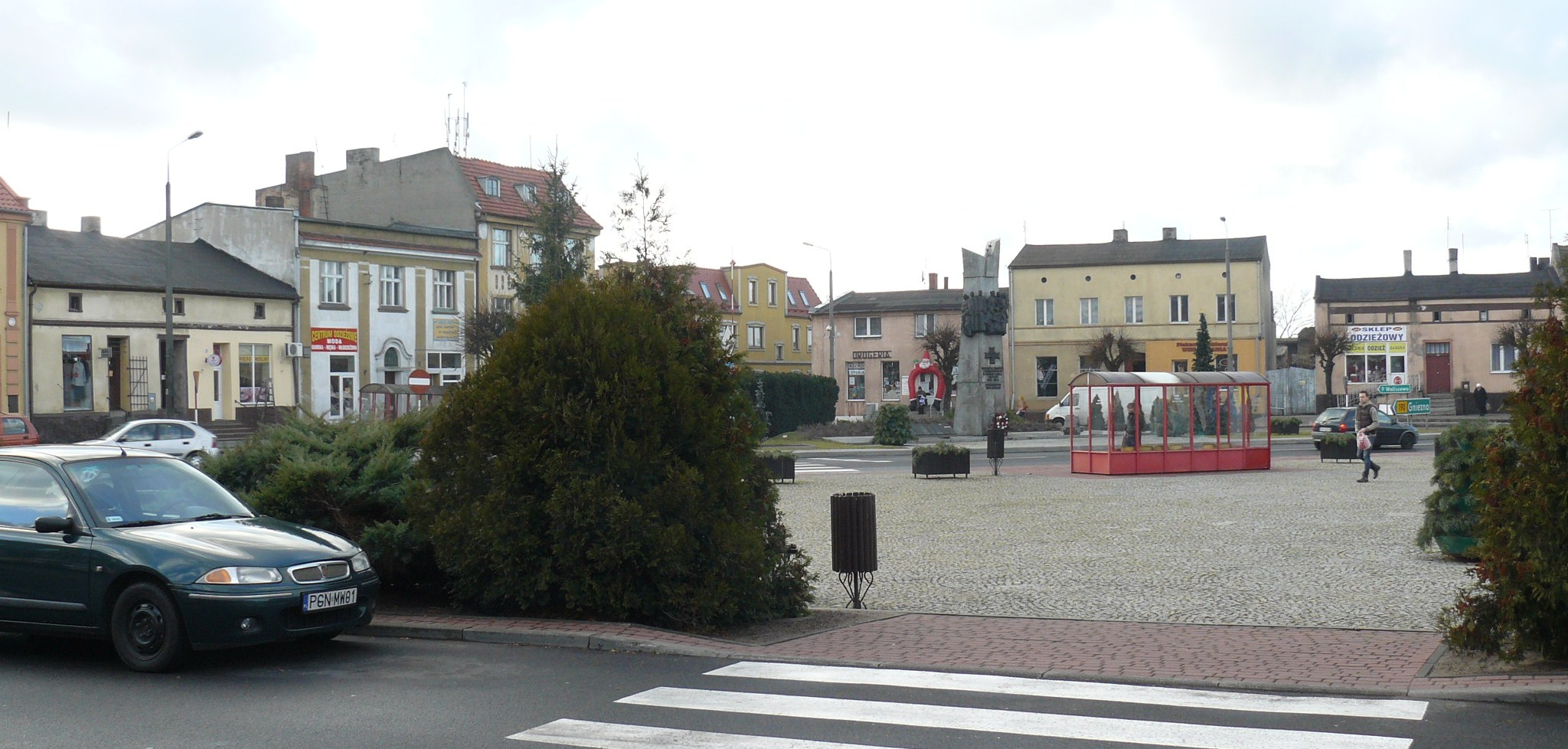
La place du marché.

## Voies de communication
Kłecko est traversée par la route voïvodale n°190 (qui relie Krajenka à Gniezno).